# Palacio Multiusos de Guadalajara
El Palacio Multiusos de Guadalajara, también conocido como polideportivo de Aguas Vivas, es un pabellón deportivo de Guadalajara (España), el de mayor capacidad y superficie de la ciudad, también preparado para albergar otro tipo de espectáculos extradeportivos. Se encuentra ubicado junto al barranco del Alamín en el polígono de Aguas Vivas, una zona de nueva expansión de la ciudad.

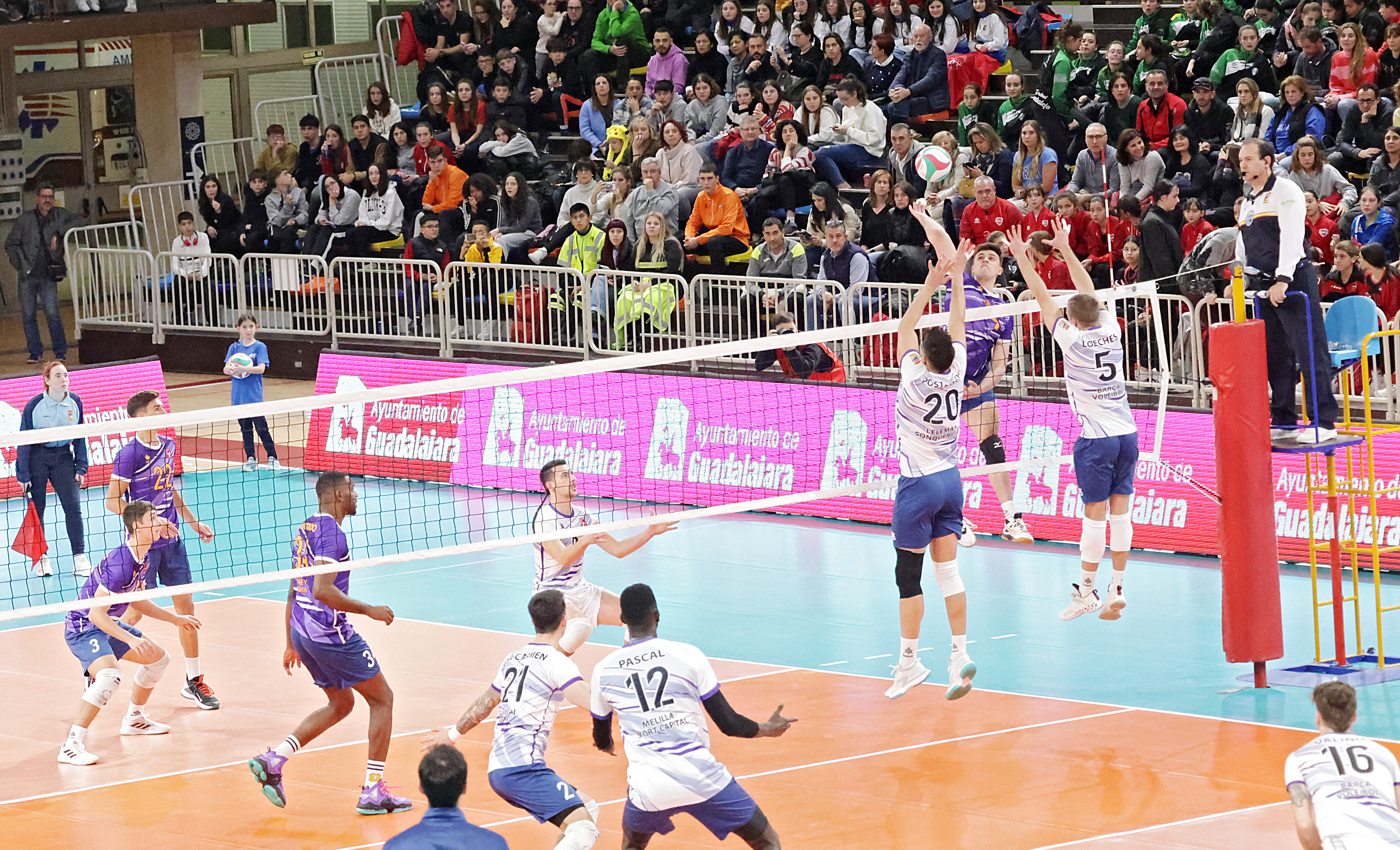
Partido de voleibol en el pabellón

Fue inaugurado el 8 de julio de 2010 tras cuatro años de obras y una inversión final cercana a los 10 000 000 €, aportados a partes iguales por el Consejo Superior de Deportes, la Junta de Comunidades de Castilla-La Mancha y el Ayuntamiento de Guadalajara. El edificio tiene forma de gran contenedor de 26,10 m de altura. La cancha mide 40 x 40, en los que se ubican longitudinalmente dos campos de fútbol sala y balonmano, dos de voleibol y dos de baloncesto, así como otro de cada transversalmente. Algunas de sus gradas son telescópicas y la capacidad total máxima es de 5894 espectadores. Cuenta además con espacios previstos para sets de medios de comunicación, un aparcamiento subterráneo, un gimnasio, varias salas deportivas polivalentes y ocho vestuarios.
Fue sede del Campeonato Mundial de Balonmano Masculino de 2013, y se han disputado en él la prueba de la Copa del Mundo de Gimnasia Rítmica de Guadalajara (de 2016 a 2019), el Campeonato de España Individual de Gimnasia Rítmica (2016 y 2018) y el Campeonato Europeo de Gimnasia Rítmica de 2018.